# ریکاردو اسگایو
ریکاردو اسگایو (انگلیسی: Ricardo Esgaio؛ زادهٔ ۱۶ مهٔ ۱۹۹۳) بازیکن فوتبال اهل پرتغال است.
از باشگاه‌هایی که در آن بازی کرده‌است می‌توان به باشگاه فوتبال آکادمیکا، باشگاه فوتبال اسپورتینگ سی‌پی بی، و باشگاه فوتبال اسپورتینگ پرتغال اشاره کرد.
وی همچنین در تیم‌های ملی فوتبال زیر ۱۶ سال پرتغال، زیر ۱۷ سال پرتغال، زیر ۱۸ سال پرتغال، زیر ۱۹ سال پرتغال، زیر ۲۰ سال پرتغال، زیر ۲۱ سال پرتغال، و زیر ۲۳ سال پرتغال بازی کرده‌است.

## تیم‌های ملی پایه
اسگایو ۹۱ بازی ملی برای پرتغال در سطح جوانان انجام داد. او اولین انتخاب برای زیر ۲۱ سال در مسابقات قهرمانی اروپا ۲۰۱۵ بود که به نایب قهرمانی در جمهوری چک کمک کرد.